# Ilha Bom Intento
A ilha Bom Tentativa é uma ilha fluvial da desembocadura do rio Javari no rio Amazonas, é partilhada por Brasil e Peru.

## Descrição
Bom Tentativa é uma ilha entre o rio Javari e o rio Amazonas, ao norte encontra-se Peru e ao oeste a ilha Islandia (Peru), ao sul e ao este se encontra o rio Amazonas, a fronteira entre Brasil e Peru chega a tocar terra firme da ilha, sendo a maioria parte de Peru onde tem uma igreja católica e o resto de Brasil, no lado brasileiro da ilha se encontra a comunidade indígena Bom Tentativa que faz parte da Terra indígena do Vale do Javari.

## Demografia
A única população relevante encontra-se na parte brasileira da ilha, essa comunidade são parte do povo ticuna. Por ser uma ilha de bosque de várzea, os rios Javari e Amazonas costumam inundar algumas zonas.

## Divisão
A parte peruana de Bom Tentativa faz parte do distrito de Javari, província de Marechal Ramón Castilla, departamento de Loreto. A parte brasileira de Bom Tentativa depende diretamente do município de Benjamin Constant, estado de Amazonas.